# Actinidia chinensis
Az Actinidia chinensis a hangavirágúak (Ericales) rendjébe, ezen belül a küllőfolyondárfélék (Actinidiaceae) családjába tartozó faj.

## Előfordulása
Az Actinidia chinensis eredeti előfordulási területe feltételezhetően a Jangce-medence északi része lehetett, azonban manapság széles körben elterjedt Kína délkeleti részén. Legelőször Új-Zélandon termesztették ipari mennyiségben, aztán innen és a világ más részeiről kiszorította, nála nagyobb és finomabb termésű Actinidia deliciosa, az úgynevezett kivi gyümölcs termője.
A két rokon fajt egymással lehet keresztezni, újabb ízeket és alakokat állítva elő. A kínai hagyományos orvoslás felhasználja e növény gyümölcsét.

## Változatai
- Actinidia chinensis var. chinensis
- Actinidia chinensis var. jinggangshanensis
- Actinidia chinensis var. rufopulpa

Egyes forrás szerint az Actinidia deliciosa ennek a növényfajnak az egyik változata, Actinidia chinensis var. deliciosa (A.Chev.) A.Chev. néven.

## Megjelenése
Ez a növényfaj egy kúszócserje, amely akár 9 méteresre is megnőhet. A termesztett példányokat minden termő időszak után meg kell nyírni. Megjelenésben nagyon hasonlít az A. deliciosára, azonban a termése kisebb, csak dió (Juglans regia) méretű. Kétlaki növény (dioikus) vagyis a porzós és termő virágok más-más példányon találhatók. Megporzását a méhek végzik.

## Életmódja
Az alacsonyabb hegyvidékeket és sziklás területeket, valamint a sűrű erdőket részesíti előnyben. Főleg a tölgyek (Quercus) társaságát keresi; azokon belül is a Quercus aquifolioidesét, a Quercus oxyodonét és a Quercus lamellosáét. Ezek hiányában a másodlagos erdőkkel vagy a bozótosokkal is beéri. Körülbelül 200-230 méteres tengerszint feletti magasságok között található meg.

## Képek

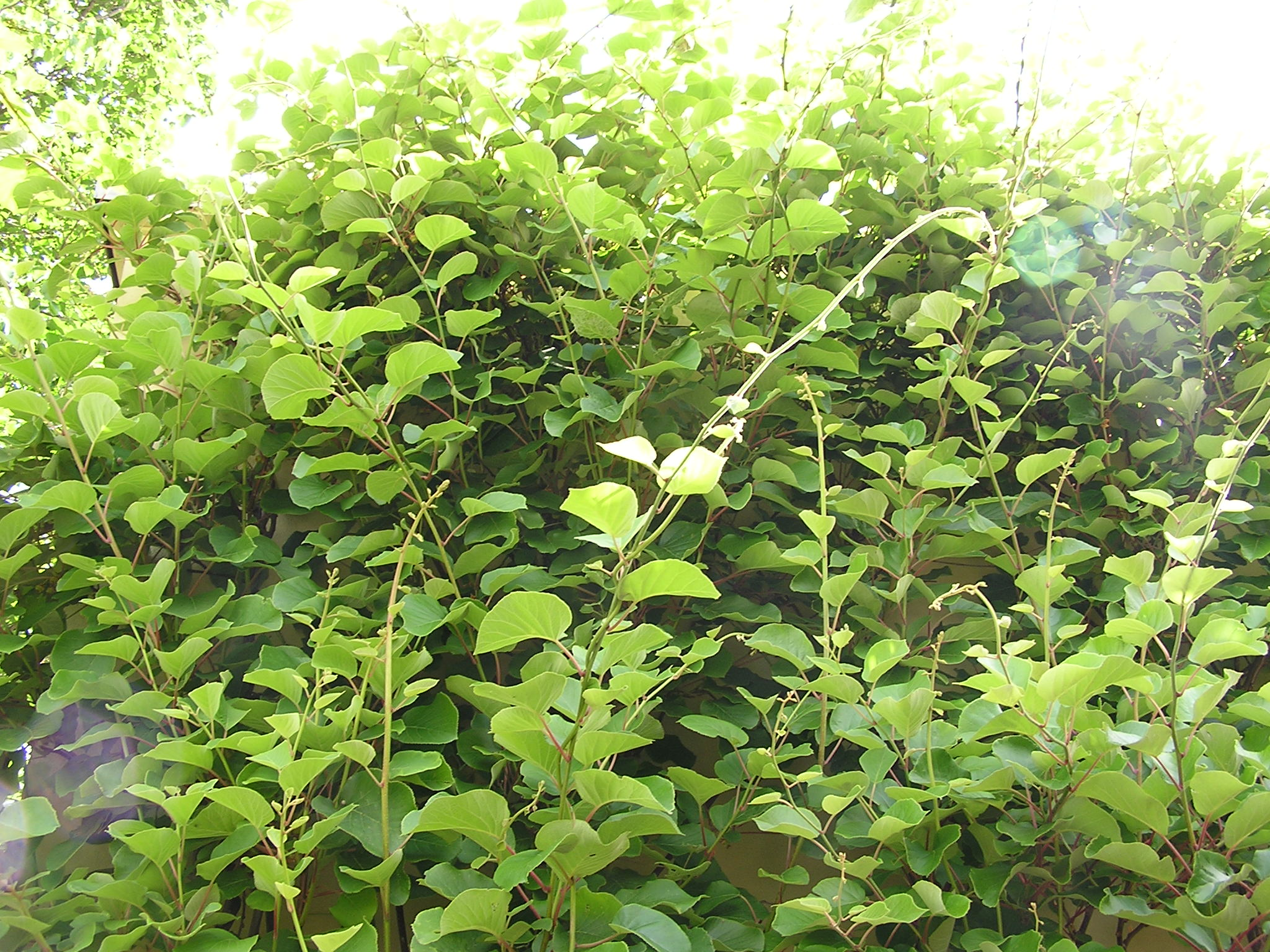
A növény
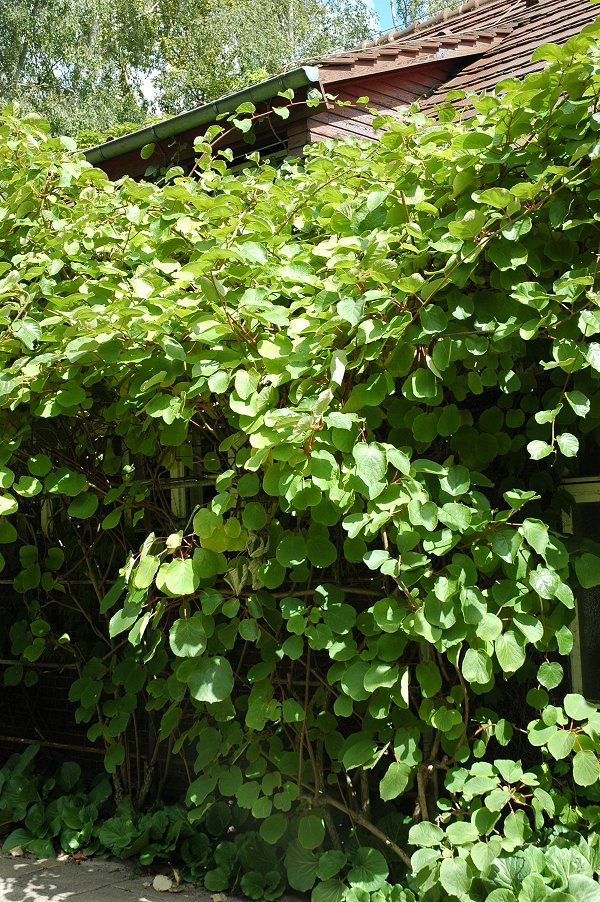
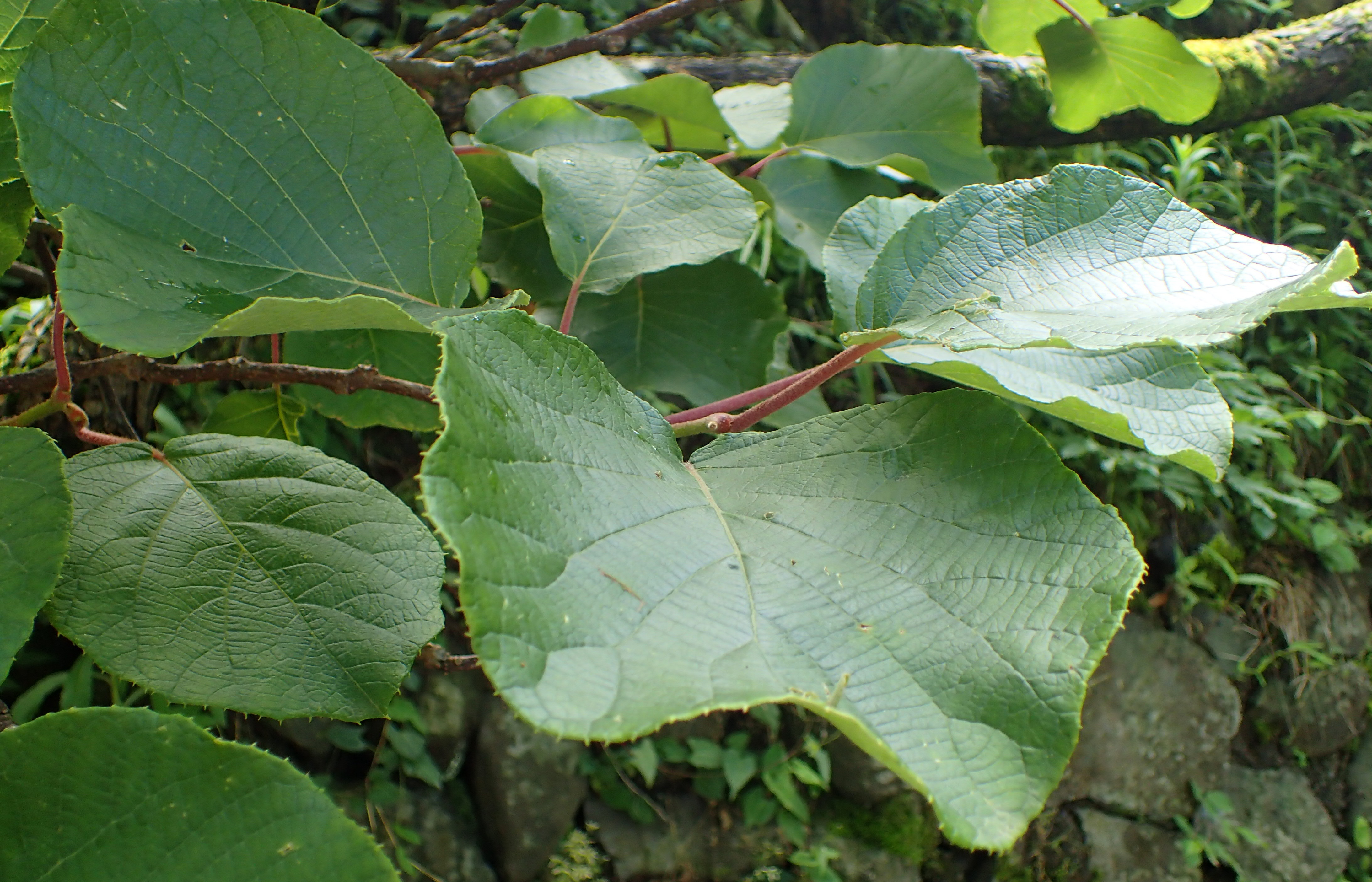
A levelei
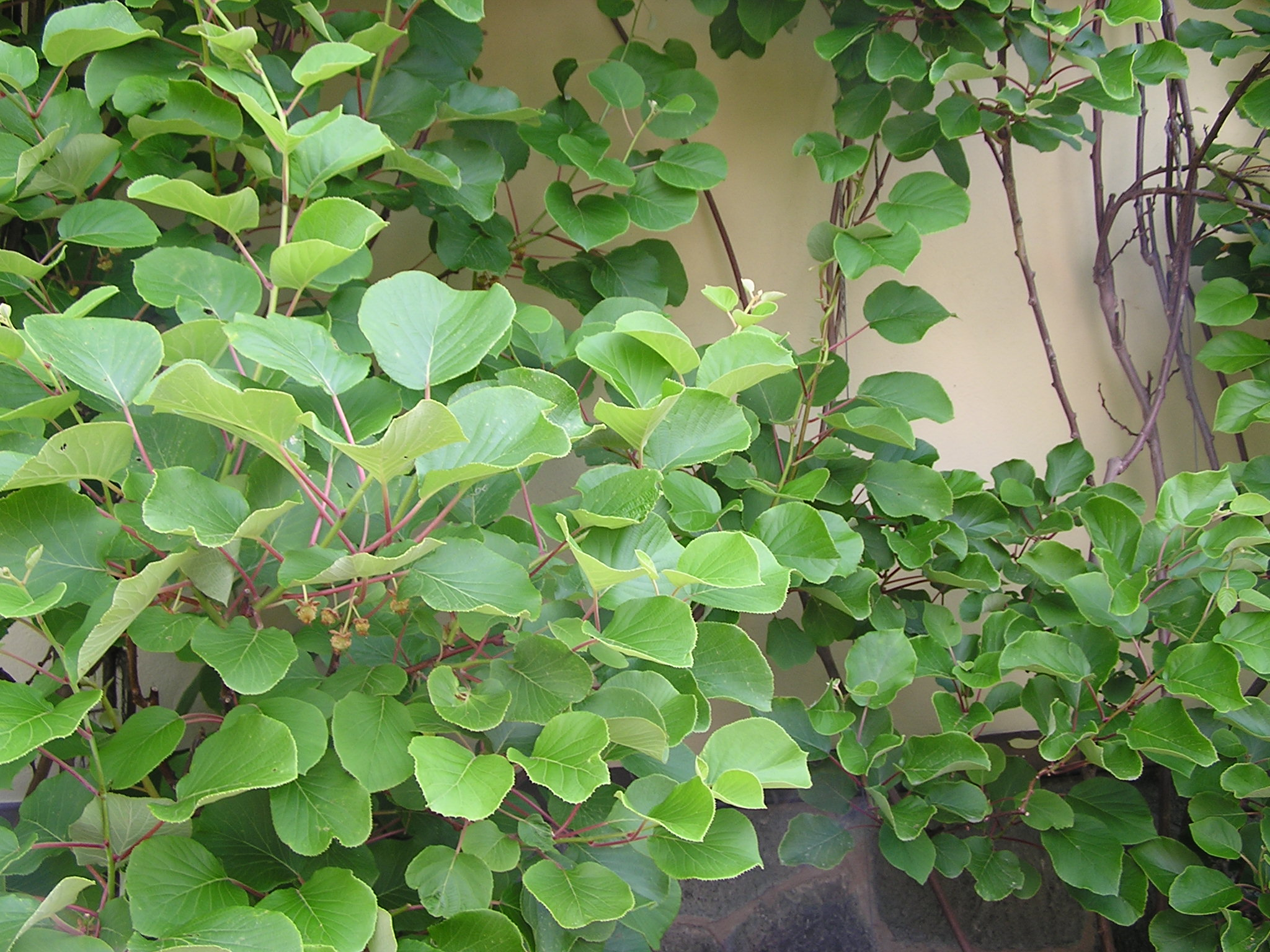
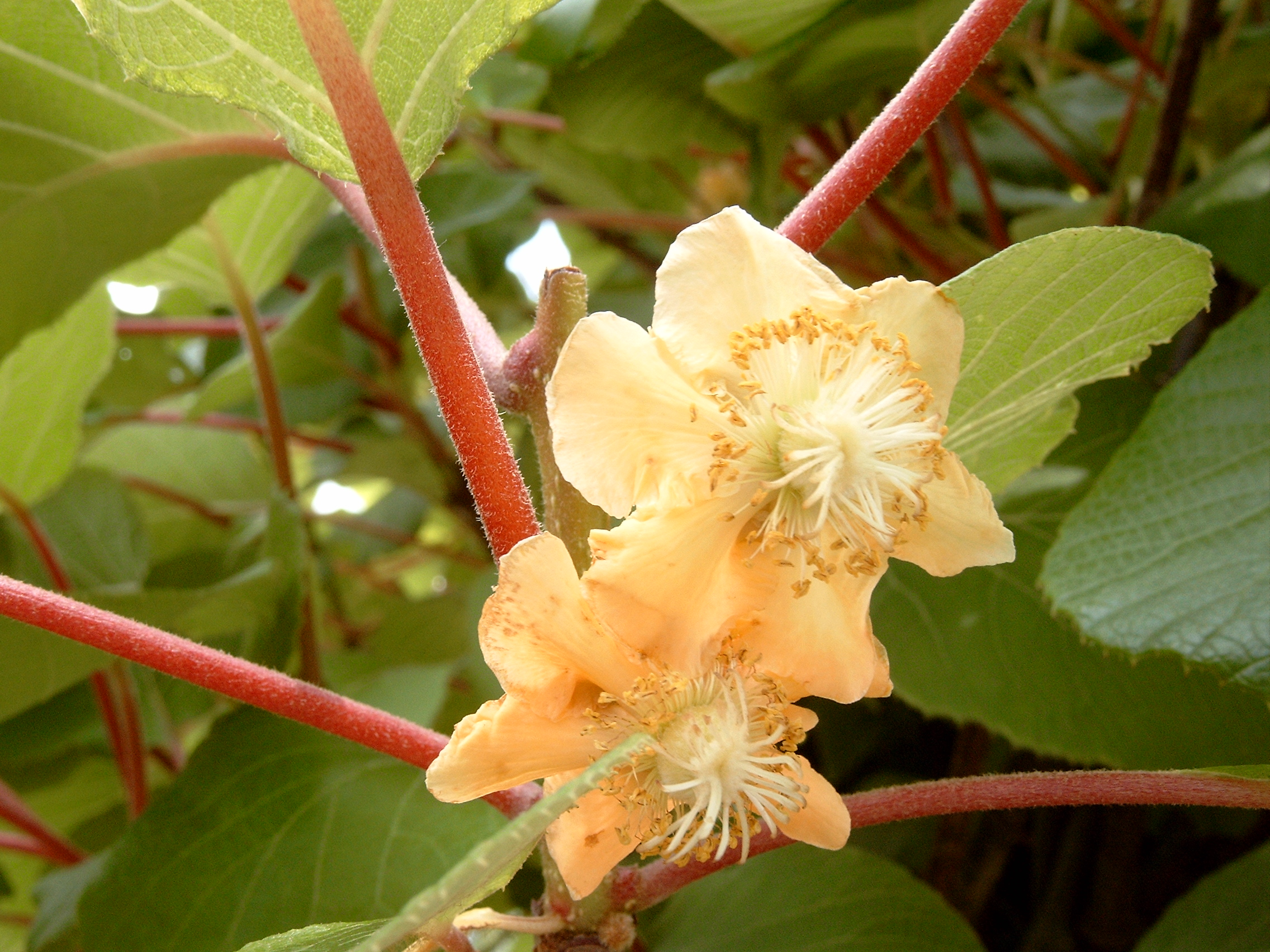
Virágai
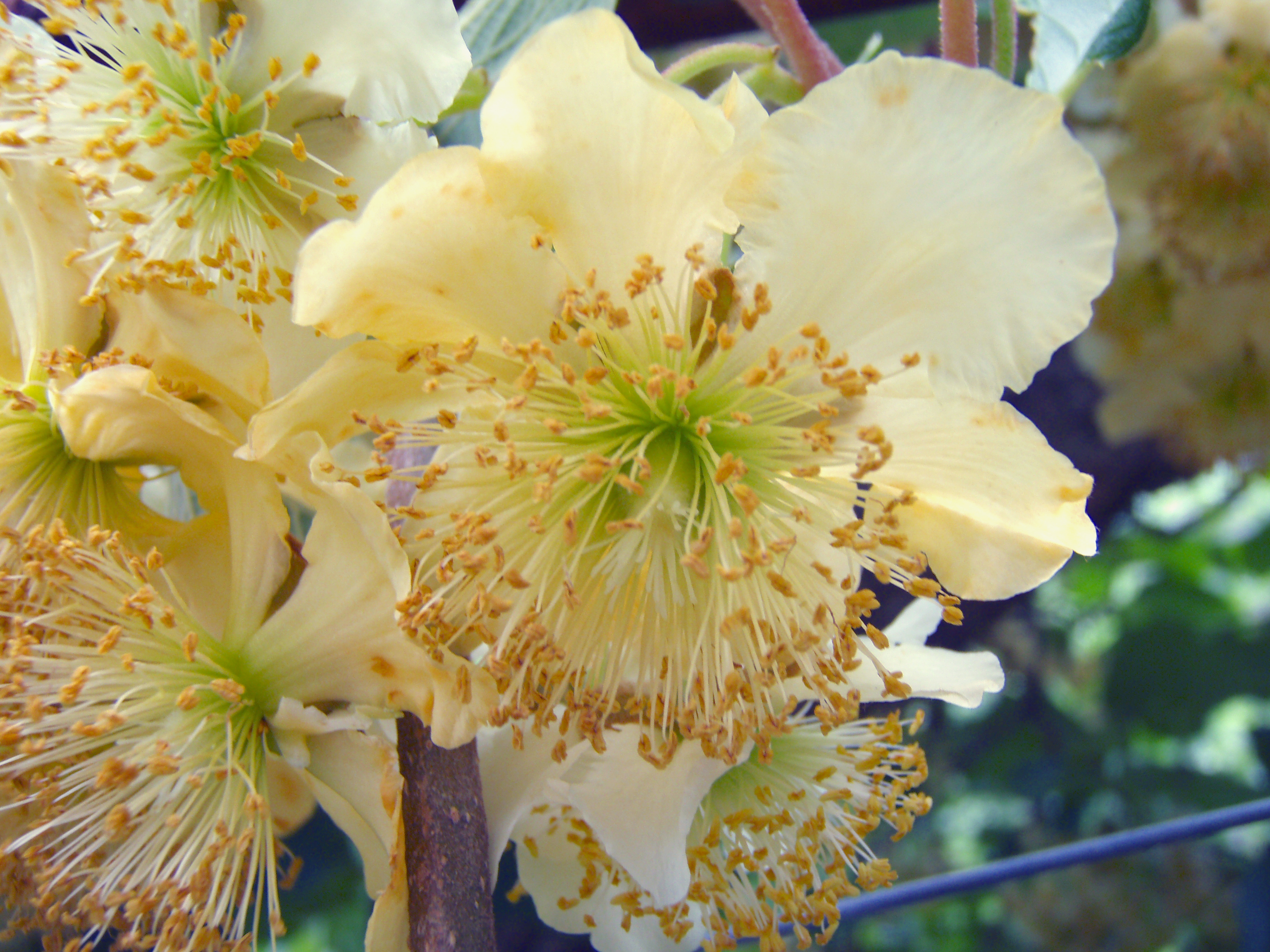
Porzós és
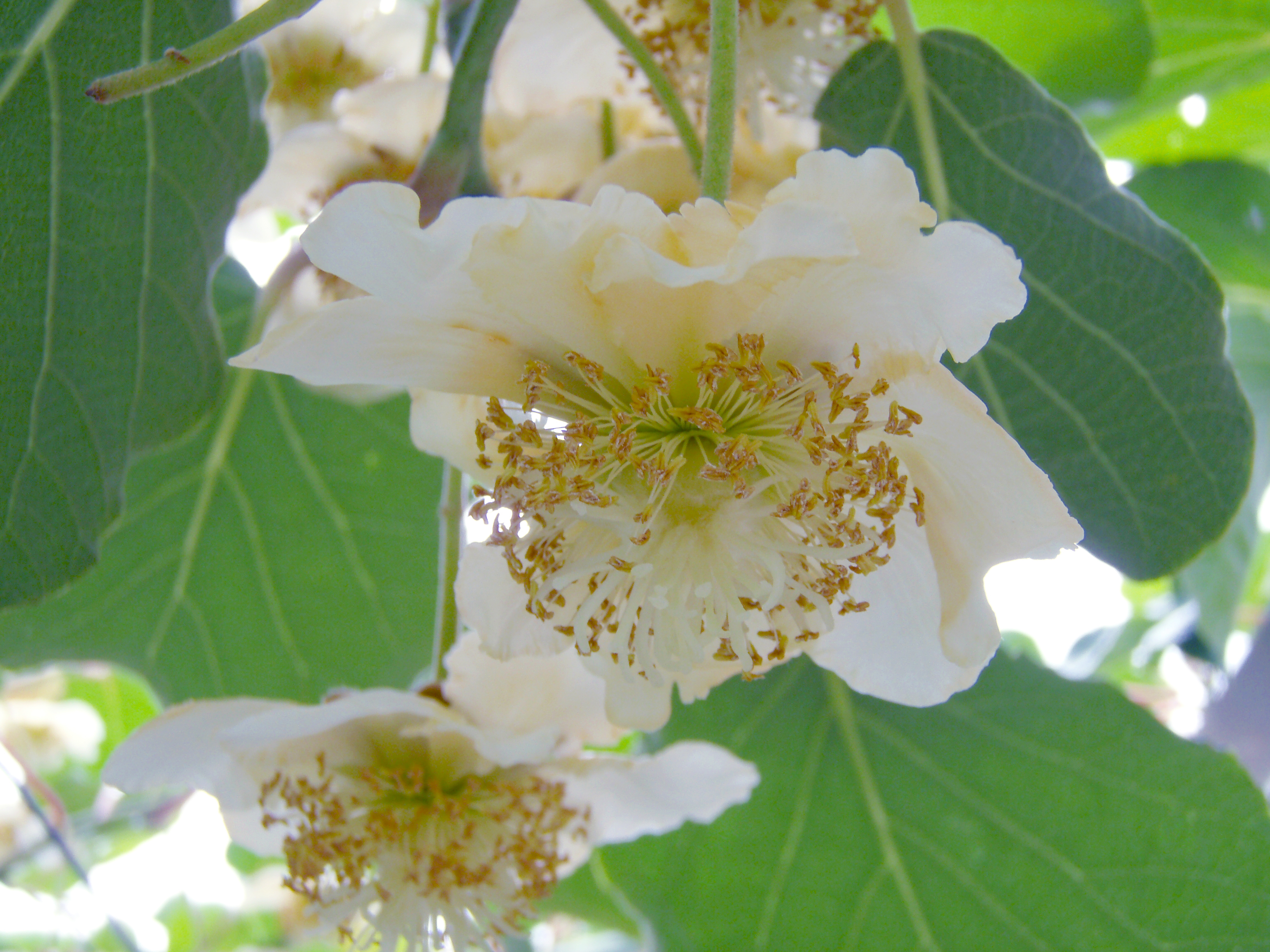
termő virágok
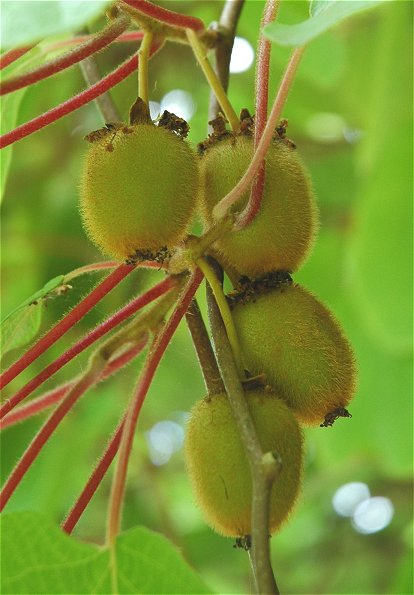
Termései
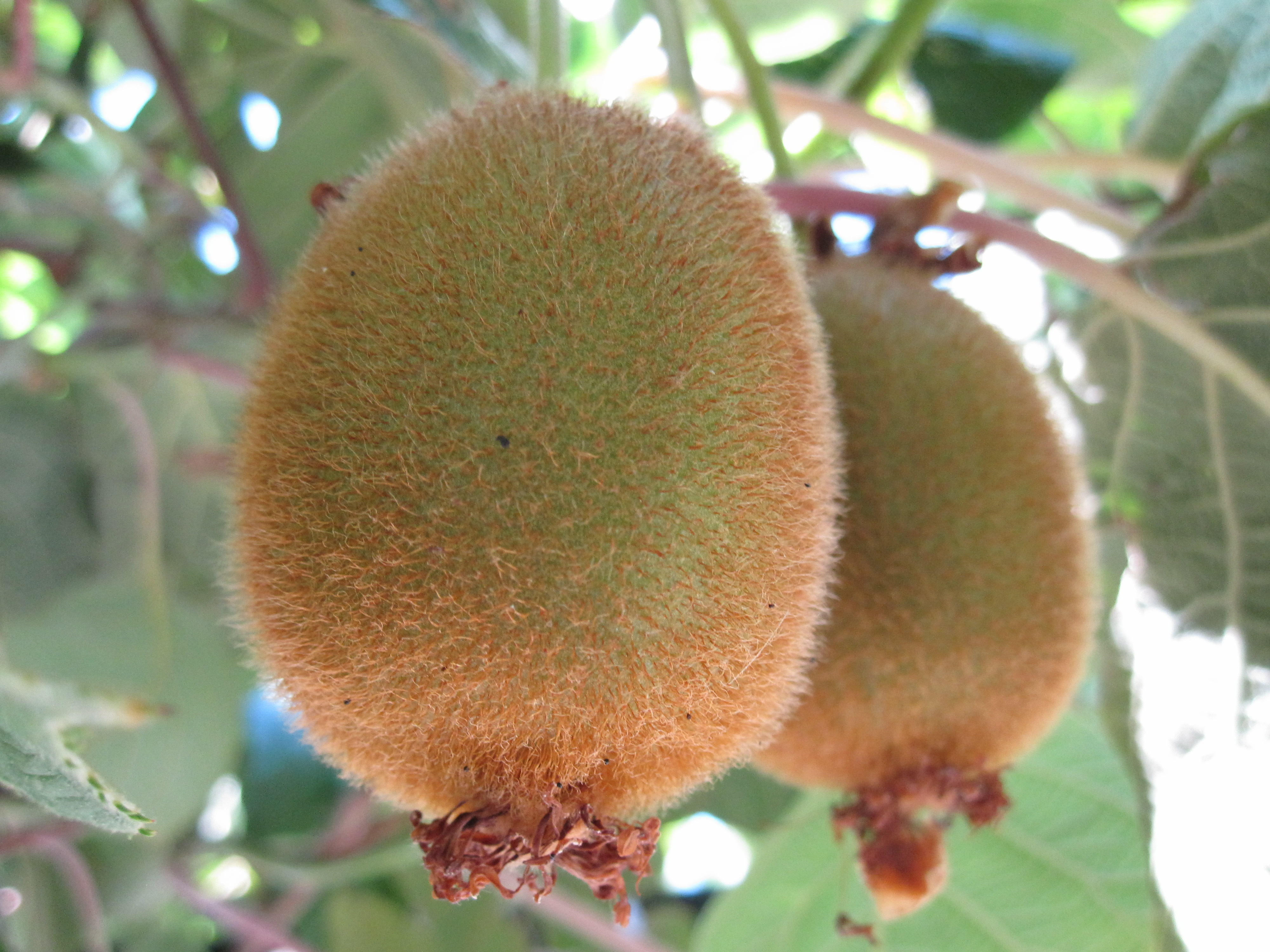
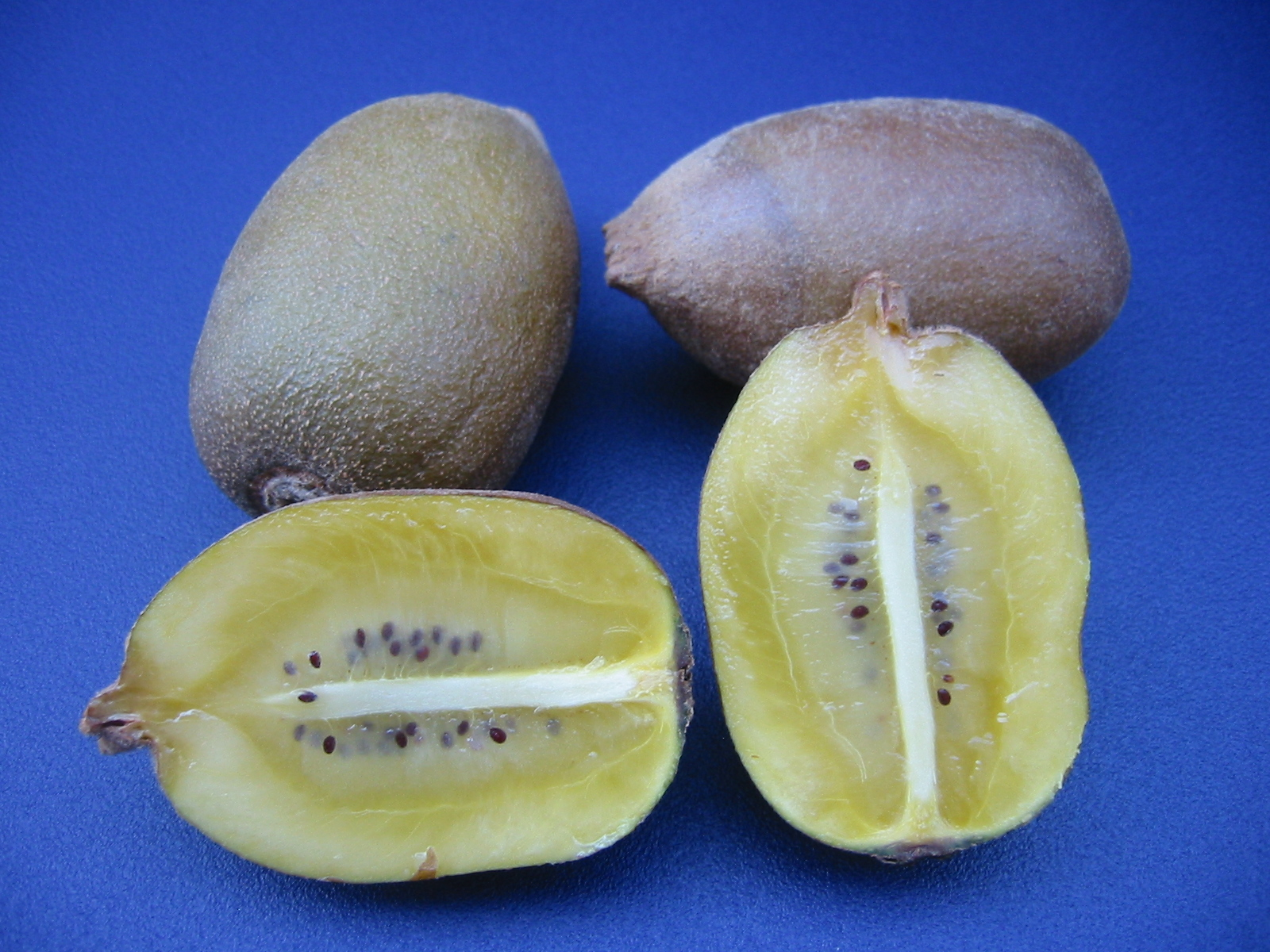

## Fordítás
- Ez a szócikk részben vagy egészben  az   Actinidia chinensis című angol Wikipédia-szócikk ezen változatának fordításán alapul.  Az eredeti cikk szerkesztőit annak laptörténete sorolja fel. Ez a jelzés csupán a megfogalmazás eredetét és a szerzői jogokat jelzi, nem szolgál a cikkben szereplő információk forrásmegjelöléseként.